# Arie van Houwelingen
Arie van Houwelingen (* 28. November 1931 in Boskoop) ist ein ehemaliger niederländischer Radrennfahrer.

## Sportliche Laufbahn

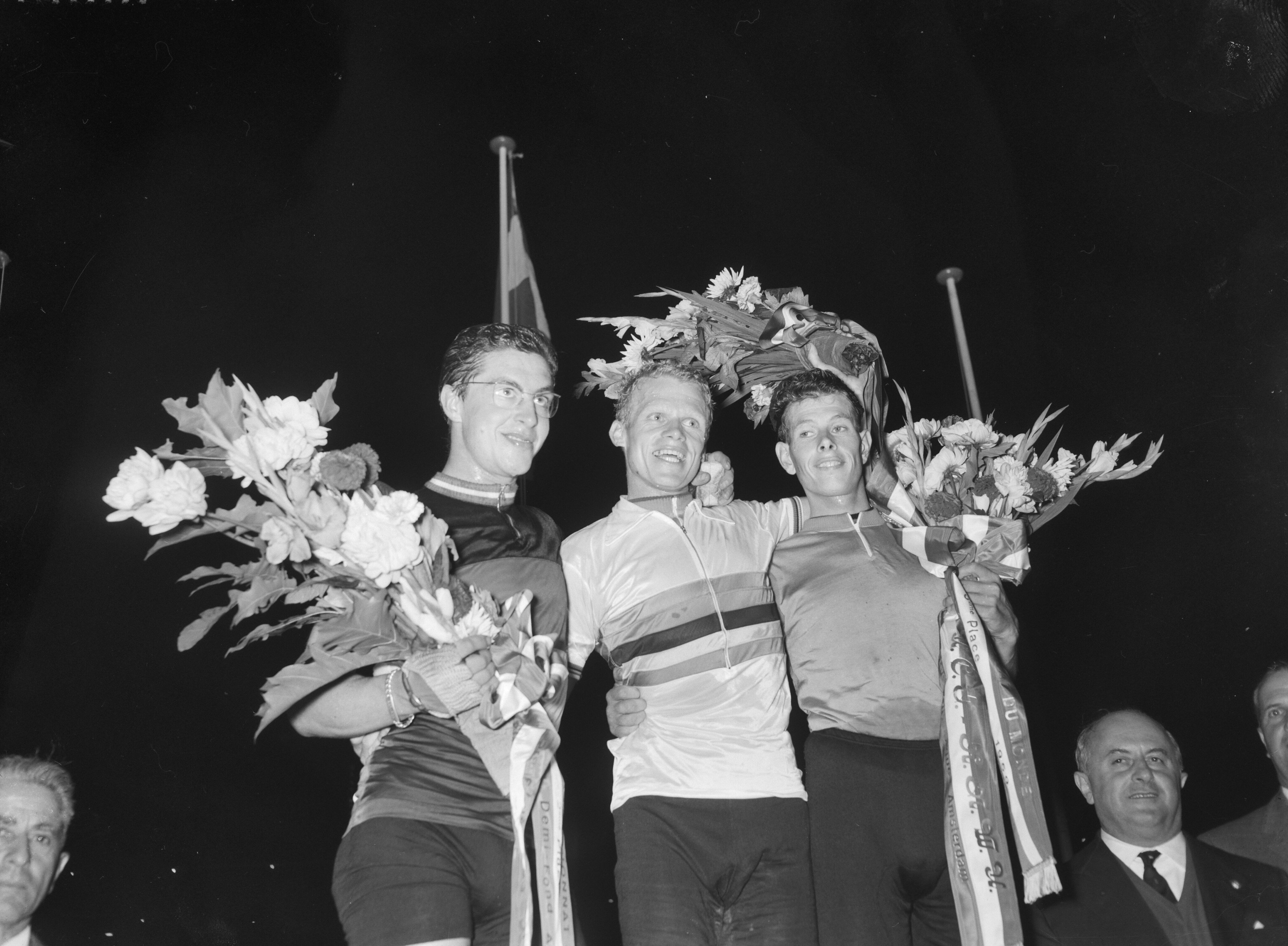
Van Houwelingen (M.) als Steher-Weltmeister 1959

Arie van Houwelingen war ein Spezialist für Steherrennen. In dieser Disziplin wurde der Schützling des Steher-Weltmeisters Cor Blekemolen 1959 Weltmeister der Amateure. Im Jahr zuvor hatte er schon den dritten WM-Platz belegt. Dreimal wurde er zudem Zweiter bei niederländischen Steher-Meisterschaften. 1957 startete er im Weltkriterium der Dauerfahrer (dem Vorläufer der Weltmeisterschaft) in Leipzig und wurde im Finale Dritter.
Im Jahr seines WM-Sieges wurde Arie van Houwelingen in den Niederlanden zum „Sportler des Jahres“ gewählt.

## Erfolge
1958
- Amateur-Weltmeisterschaft – Steherrennen (hinter Johannes van Rooy)

1959
- Amateur-Weltmeister – Steherrennen (hinter Frits Wiersma)